# Aaron Hale
Aaron Hale (* 15. Mai 1994 in North York, Toronto, Ontario) ist ein kanadischer Schauspieler.

## Leben
Hale ist seit seinem Teenageralter als Schauspieler für Fernsehen und Film tätig. In verschiedenen kanadischen und US-amerikanischen Fernsehserien übernahm er immer wieder Episodenrollen. Er tritt auch häufig in Kurz- und Spielfilmen auf. 2017 verkörperte er in sechs Episoden die Rolle des Ben Novak in der Fernsehserie Pure. Seit 2019 verkörpert er den Nebencharakter Brandon Caruthers in der Fernsehserie The Order.

## Filmografie
- 2009: Not Applicable (Kurzfilm)
- 2012: Nikita (Fernsehserie, Episode 2x20)
- 2012: Warehouse 13 (Fernsehserie, Episode 4x04)
- 2012: Picture Day
- 2013: Cracked (Fernsehserie, Episode 1x09)
- 2013: It Was You Charlie
- 2013: Bunks (Fernsehfilm)
- 2013: Darknet – Nur ein Klick zum Horror (Darknet) (Fernsehserie, Episode 1x06)
- 2014: Working the Engels (Fernsehserie, Episode 1x02)
- 2015: The Art of More – Tödliche Gier (The Art of More) (Fernsehserie, Episode 1x04)
- 2015: My Viola (Kurzfilm)
- 2015: American Riot (Kurzfilm)
- 2016: Eyewitness (Fernsehserie, Episode 1x02)
- 2016: Die Erfindung der Wahrheit (Miss Sloane)
- 2017: Pure (Fernsehserie, 6 Episoden)
- 2017: Magic Mushrooms (Kurzfilm)
- 2018: Our House
- 2018: Chilling Adventures of Sabrina (Fernsehserie, 2 Episoden)
- seit 2019: The Order (Fernsehserie)